# كيلي جيمس كلارك
كيلي جيمس كلارك (ولد في 3 مارس 1956) هو فيلسوف أمريكي مشهور بعمله في فلسفة الدين والعلم والدين والعلم المعرفي للدين أو علم الإدراك الديني cognitive science of religion. وهو حاليا زميل أبحاث أول في معهد كوفمان للمشترك بين الأديان، وأستاذ في جامعة غراند فالي ستيت في غراند رابيدز ميشيغان. وقد درس الدكتوره بإشراف الفيلسوف المسيحي ألفين بلانتينغا وكان المدير التنفيذي لجمعية الفلاسفة المسيحيين من 1994 - 2009، وينشط في قضية حوار الأديان ويكتب ناقدًا لمعادة السامية ولرهاب المسلمين (الإسلاموفوبيا).

## كتبه
- الله والدماغ God and the Brain[2]
- Strangers, Neighbors, Friends[3]
- Religion and the Sciences of Origins
- Abraham’s Children[4]
- Return to Reason
- Philosophers Who Believe وقد سجل في هذا الكتاب السيرة الذاتية والروحية لعدد من الفلاسفة منهم ألفين بلانتينغا و ريتشارد سوينبورن وBasil Mitchell و مورتيمر أدلر و Frederick Suppe و Linda Trinkaus Zagzebski و نيكولاس رشر [5]
- The Story of Ethics
- Readings in the Philosophy of Religion[6]
- When Faith Is Not Enough
- 101 Key Philosophical Terms of Their Importance for Theology

وقد ترجم العديد منها إلى عدة لغات.